# Doppelmord von Linköping
Der Doppelmord von Linköping geschah kurz nach 7.50 Uhr im Stadtteil Kanberg mitten in Linköping am 19. Oktober 2004. Zwei Personen, der achtjährige Mohammed Ammouri und die 56-jährige Lehrerin Anna-Lena Svensson, die vermutlich zufällig die Attacke beobachtete und eingreifen wollte, wurden von dem 21-jährigen Daniel Nyqvist mit einem Schmetterlingsmesser getötet. Erst mit Hilfe der Genetischen Genealogie konnte der Täter 2020 gefunden werden.

## Fahndung
Die Polizei stellte die Mordwaffe und eine Mütze sicher, woran sich Täter-DNA befand. Daraus war zu entnehmen, dass der Täter aus Nordeuropa stammte und mittelblondes Haar hatte. Vermutet wurde, dass er psychisch gestört ist. 2010 wurde ein Phantombild veröffentlicht und über das schwedische Fernsehen nach ihm gefahndet. 2018 wurde erstmals in Schweden ein Phantombild aufgrund der DNA erstellt, nach einer neuen niederländischen Methode. Die Fahndung hatte den zweitgrößten Umfang in der schwedischen Kriminalgeschichte nach dem Mord an Olof Palme. 6500 DNA-Proben wurden untersucht, 9000 Zeugen vernommen und 40.000 Dokumente gesichtet.
Am 9. Juni 2020 wurde Daniel Nyqvist festgenommen, nachdem er durch eine DNA-Suche in Ahnenforschungsdatenbanken in Kombination mit einer Familienuntersuchung ermittelt worden war. Der professionelle und in Schweden prominente Ahnenforscher Peter Sjölund unterstützte die Polizei dabei. Die Datenbank www.familytreedna.com wurde nach 28 relevanten Treffern (meistens Cousins und Cousinen bis zu fünften Grades, zehn mit Wohnsitz in den USA, achtzehn in Schweden) ausgewertet, wozu bis ins Jahr 1800 zurückgegangen werden musste und bis zu 700 Vorfahren ermittelt wurden. Am Ende blieben zwei Brüder übrig, von denen der Täter im Verhör am selben Tag gestand. Im Oktober 2020 wurde im Prozess dem Täter eine psychische Störung attestiert, die ihn zum Mord getrieben hat. Er sei von der Idee eines Mordes fasziniert gewesen und habe zufällig den Jungen als Opfer ausgesucht. Er wurde in die Forensische Psychiatrie eingewiesen.

## Genetische Genealogie als Fahndungsmethode
Nach dem Fahndungserfolg in den USA, wo der Serienmörder Joseph DeAngelo 2018 mit derselben Methode gefunden werden konnte, war dieser Fall der erste in Europa, der in wenigen Monaten nach 16-jähriger ergebnisloser Fahndung zum Täter führte. Auch in den Niederlanden wird die Methode inzwischen eingesetzt und führte bereits 2012 unmittelbar auf den Mörder von Marianne Vaatstra, der sich einem Massentest nicht verweigert hatte, weil seine Verwandten teilnahmen und auf ihn ohnehin geführt hätten. Für eine weitere Suche im Jahr 2018 (Fall Nicky Verstappen) wurden auch Personen in eine DNA-Reihenuntersuchung einbezogen, die zum Zeitpunkt der Tat noch nicht geboren waren. Es bestand die Hoffnung, dass damit Verwandtschaftslinien entdeckt wurden. Auch diese Suche führte zum Täter.
2019 wurde ein 47 Jahre alter Fall in Indiana (Pamela Miliam 1972) gelöst. 2022 wurde in den USA in Indiana ein Serienmörder, der sogenannte I-65-Mörder, über Plattformen für Ahnenforschung durch genetische Genealogie identifiziert. Er hatte die Morde zwischen 1987 und 1989 begangen und war 2013 eines natürlichen Todes gestorben.
2022 wurde in den USA ein 48 Jahre unbekanntes Mordopfer „Lady of the dunes“ durch genetische Genealogie identifiziert.
Daraus ist eine grundsätzliche Diskussion entstanden, ob die Angaben der Datenbanken für polizeiliche Zwecke benutzt werden dürfen. In Deutschland war die Suche nach Verwandten in DNA-Reihenuntersuchungen lange verboten. Es ist aber 2017 eine Lockerung in der StPO beschlossen worden.

## Literarische und filmische Verarbeitung
Im Jahr 2021 erschien der schwedische Kriminalroman Genombrottet: så löste släktforskaren dubbelmordet i Linköping von Anna Bodin und Peter Sjölund, der den Doppelmord und die Aufklärung zum Inhalt hat. Am 7. Januar 2025 erschien beim Streaminganbieter Netflix die Verfilmung des Buchs als vierteilige Miniserie unter dem Titel Genombrottet (englischer Titel The Breakthrough).

## Einzelbelege
1. ↑  Linköping-Doppelmord – Ahnenforscher löst alten Kriminalfall. Abgerufen am 18. Februar 2021.
2. ↑  deutschlandfunkkultur.de: DNA-Ahnenforschung – Der Mörder im Stammbaum. Abgerufen am 4. November 2022.
3. ↑  Max Rauner: Eine verhängnisvolle Verwandtschaft. In: Andreas Sentker (Hrsg.): Die Zeit Wissen. Nr. 2, 2021, S. 55–61.
4. ↑  Peter Sjölund: Så löste dna-experten dubbelmordet i Linköping. In: Släkt-Historia. 10. Dezember 2020, abgerufen am 26. Januar 2025 (schwedisch).
5. ↑  DNA-Massentest sucht Mörder - oder dessen Verwandte. Abgerufen am 19. Februar 2021.
6. ↑  Der Spiegel: Nicky Verstappen: Mutmaßlicher Mörder vor Gericht. Abgerufen am 19. Februar 2021.
7. ↑  Arthur Lesk: Introduction to Bioinformatics. Oxford University Press, 2019, ISBN 978-0-19-879414-1 (google.de [abgerufen am 7. April 2022]).
8. ↑  Polizei suchte fast 47 Jahre nach dem Mörder einer Studentin und setzte nun neueste Technologien ein. Abgerufen am 11. April 2022.
9. ↑  n-tv NACHRICHTEN: US-Polizei identifiziert Serienmörder nach 30 Jahren. Abgerufen am 7. April 2022.
10. ↑  »Lady of the Dunes«: FBI identifiziert Mordopfer 48 Jahre nach ihrer Entdeckung. In: Der Spiegel. 1. November 2022, ISSN 2195-1349 (spiegel.de [abgerufen am 5. November 2022]).
11. ↑  n-tv Nachrichten: Doppelmörder in Schweden mithilfe von Ahnenforschungswebsite verurteilt. Abgerufen am 18. Februar 2021.
12. ↑  BGH: Bei Reihen-Gentests darf nicht nach Verwandtschaft gesucht werden. In: Der Spiegel. 20. Dezember 2012, ISSN 2195-1349 (spiegel.de [abgerufen am 2. September 2023]).
13. ↑  § 81h StPO legalisiert „DNA-Beinahetreffers“. Abgerufen am 2. September 2023.
14. ↑  „Genombrottet“: Was bedeutet der Titel der schwedischen Netflix-Serie? 7. Januar 2025, abgerufen am 13. Januar 2025.